# Бацевич, Гражина
Гражи́на Бацевич (пол.  Grażyna Bacewicz; 5 февраля 1909, Лодзь — 17 января 1969, Варшава) — польская скрипачка и композитор, первая польская женщина-композитор, получившая международное признание.

## Биография

### Происхождение и образование
Родилась в смешанной польско-литовской семье, дочь Винцаса Бацявичюса (1875—1952) — педагога, заслуженного учителя Литовской ССР (1947), автора различных музыкальных пособий. Отец был первым учителем музыки для Гражины и двух её братьев — пианиста и музыкального педагога Кейстута Бацевича и композитора и пианиста Витаутаса Бацявичуса. Музыкальное образование получила и ещё одна сестра, Ванда Бацевич, в дальнейшем выбравшая литературную карьеру.
В 1919—1923 гг. училась в лодзинской частной консерватории Хелены Киеньской. С 1924 г. продолжила образование в Варшаве и в 1932 г. окончила Варшавскую консерваторию, ученица Казимежа Сикорского (композиция) и Юзефа Яжембского (скрипка), занималась также у Юзефа Турчинского (фортепиано). Одновременно в течение полутора лет слушала лекции по философии в Варшавском университете. Благодаря стипендии, которую ей назначил Игнацы Ян Падеревский, в 1932—1933 гг. училась в Париже у Нади Буланже. Как скрипачка впоследствии совершенствовала своё мастерство под руководством Карла Флеша, в 1935 г. получила поощрительный отзыв жюри на первом Международном конкурсе скрипачей имени Венявского.

### Творческая карьера
Вернувшись в Польшу, в 1936—1938 гг. играла в оркестре Польского радио (первая скрипка), испытав влияние руководившего оркестром Гжегожа Фительберга. В марте 1938 г. выступила как солистка, исполнив со своим оркестром свой первый скрипичный концерт. Одновременно начала собственную карьеру камерного музыканта, нередко выступая в дуэте с братом Кейстутом. В годы Второй мировой войны жила в Варшаве, давала подпольные концерты; в 1944 г. покинула город и дождалась конца войны в Люблине, на родине мужа. После войны гастролировала как скрипачка в СССР, Чехословакии, Венгрии, Румынии, Франции и Бельгии. В 1954 году, попав в автомобильную аварию, вынуждена была полностью отказаться от исполнительской карьеры.
В 1945 году начала преподавать скрипку и теорию музыки в Лодзинской государственной консерватории, но уже к концу года вернулась в Варшаву. С 1966 года преподавала композицию в Варшавской консерватории, с 1967 года профессор. В 1955—1957 гг. и с 1960 г. до конца жизни заместитель председателя Союза польских композиторов.
Начала заниматься композицией в 1920-е гг., в 1933 г. впервые привлекла внимание специалистов, получив за свой квинтет для духовых инструментов первую премию международного конкурса женщин-композиторов в Париже. В послевоенный период обширное творческое наследие Бацевич, включающее более 200 работ, широко исполнялось в Польше и за её пределами, получило ряд национальных и международных наград.
Начиная с военных времён занималась также литературным творчеством. При жизни Бацевич увидела свет только её комическая пьеса-миниатюра «Стрижи, или Я не птица» (пол. Jerzyki albo nie jestem ptakiem), в 1968 г. поставленная на Польском телевидении Эдвардом Дзевоньским. В 1970 г. был издан небольшой сборник автобиографической прозы «Особая примета» (пол. Znak szczególny). Значительная часть литературного наследия Бацевич долгое время оставалась в рукописях. Автобиографическая повесть «С огнём» (пол. Z ogniem), описывающая начало знакомства Бацевич с её будущим мужем, и криминальная повесть «Ловушка» (пол. Sidła) напечатаны в 2018 году.
Умерла от сердечного приступа. Похоронена на варшавском кладбище Воинские Повонзки.

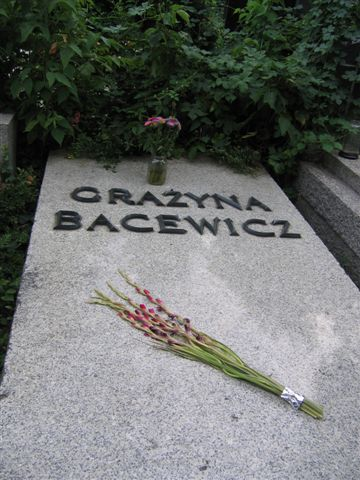
Могила Гражины Бацевич на кладбище Воинское Повонзки

## Семья
С 1936 г. была замужем за медиком Анджеем Бернацким. Их дочь — поэтесса Алина Бернацка, внучка — писательница Иоанна Сендлак.

## Сочинения

### Для оркестра
- Сюита для струнного оркестра (1931)
- «Три карикатуры» (пол. Trzy karykartury; 1932, посвящение Казимежу Сикорскому)
- Convoi de joie (с фр. — «Радостное шествие»; 1933)
- Симфониетта для струнного оркестра (1935)
- Симфония № 1 (1945)
- Концерт для струнного оркестра (1948), государственная премия Польши (1950)
- Сюита польских танцев (пол. Suita tańców polskich; 1950)
- Симфония № 2 (1951, посвящение Витольду Ровицкому)
- Симфония № 3 (1952)
- Симфония № 4 (1953, посвящение Гжегожу Фительбергу), премия Министерства культуры Польши (1955)
- «Музыка для струнных, духовых и ударных» (1958), третья премия ЮНЕСКО (Париж, 1960)
- Концерт для большого симфонического оркестра (1962, посвящение Витольду Ровицкому)
- «Симфоническая музыка в трёх частях» (итал. Musica sinfonia in tre movimenti; 1965)
- Contradizione для камерного оркестра (с итал. — «Противоречие»;1966)

### Для солистов и оркестра
- Концерт № 1 для скрипки с оркестром (1937)
- Концерт № 2 для скрипки с оркестром (1945)
- Концерт № 3 для скрипки с оркестром (1948), премия Министерства культуры Польши (1955)
- Польская рапсодия для скрипки с оркестром (1949)
- Концерт для фортепиано с оркестром (1949), вторая премия на конкурсе Шопена в Варшаве (1949)
- Концерт № 1 для виолончели с оркестром (1951, посвящение Милошу Садло)
- Концерт № 4 для скрипки с оркестром (1951, посвящение Юзефу Яжембскому)
- Концерт № 5 для скрипки с оркестром (1954)
- Концерт № 6 для скрипки с оркестром (1957)
- Концерт № 2 для виолончели с оркестром (1963, посвящение Гаспару Кассадо)
- Концерт № 7 для скрипки с оркестром (1965, посвящение Агустину Леону Ара), Золотая медаль на Международном музыкальном конкурсе королевы Елизаветы Бельгийской (1965)
- Концерт для двух фортепиано с оркестром (1966)
- Концерт для альта с оркестром (1968, посвящение Стефану Камасе)

### Для сцены
- «Король-крестьянин» (пол. Z chłopa król, по средневековой пьесе Петра Барыки[пол.]), балет (1953)
- «Приключения короля Артура» (пол. Przygoda Króla Artura, по легендам о короле Артуре в пересказе Сигрид Унсет), радиоопера (1959), премия Польского радио и телевидения (1960)
- «Эсик в Остенде» (пол. Esik w Ostendzie, по пьесе Тадеуша Бой-Желеньского), комический одноактный балет (1964)
- «Страсть» (пол. Pożądanie, по пьесе Пабло Пикассо «Желание, пойманное за хвост»), балет в 2-x актах (1968—1969, не окончен)

### Для хора
- «Олимпийская кантата» для хора и оркестра (1948, на слова Пиндара в переводе Я. Верниковского), Государственная премия Польши (1948)
- «Акрополь», кантата для хора и оркестра (1964, по одноимённой драме Станислава Выспянского), к 600-летию Ягеллонского университета
- «Сватовство» для хора a capella (1968, на стихи Адама Мицкевича)

### Вокальные сочинения
- «Три песни» для тенора с оркестром (1938, на тексты арабской поэзии X века в переводе Леопольда Стаффа)
- Песни для голоса и фортепиано на стихи Рабиндраната Тагора, Константы Ильдефонса Галчиньского, Владислава Броневского и др.

### Для камерного ансамбля
- Квинтет для флейты, гобоя, кларнета, фагота и трубы (1932)
- Трио для гобоя, скрипки и виолончели (1935)
- Струнный квартет № 1 (1938)
- Струнный квартет № 2 (1943)
- Трио для гобоя, кларнета и фагота (1947)
- Струнный квартет № 3 (1947), премия Министерства культуры Польши (1955)
- Квартет для четырёх скрипок (1949)
- Струнный квартет № 4 (1951), первая премия на международном конкурсе струнных квартетов в Льеже
- Фортепианный квинтет № 1 (1952)
- Две пьесы для кларнета и струнного квартета (1954)
- Струнный квартет № 5 (1955)
- Струнный квартет № 6 (1960)
- Квартет для четырёх виолончелей (1963)
- Трио для гобоя, арфы и ударных (1965)
- Фортепианный квинтет № 2 (1965, посвящение Варшавскому квинтету)
- Струнный квартет № 7 (1967)

### Инструментальные сочинения

#### Для скрипки
- Соната для скрипки и фортепиано № 1 (1929)
- «Витраж» для скрипки и фортепиано (1932)
- Тема и вариации для скрипки и фортепиано (1934)
- Соната для скрипки соло (1941), премьера на подпольном концерте в Варшаве
- Сюита для двух скрипок (1943), премьера на подпольном концерте в Варшаве
- Камерная соната для скрипки и фортепиано (1945)
- Концертино для скрипки и фортепиано (1945)
- Соната для скрипки и фортепиано № 2 (1946)
- Соната для скрипки и фортепиано № 3 (1948, посвящение Тадеушу Охлевскому)
- Соната для скрипки и фортепиано № 4 (1950, посвящение Кейстуту Бацевичу)
- Соната для скрипки и фортепиано № 5 (1951, посвящение Тадеушу Охлевскому)
- Партита для скрипки и фортепиано (1955)
- Соната № 2 для скрипки соло (1958)
- Четыре каприса для скрипки соло (1968)

#### Для фортепиано
- Четыре прелюдии (1924)
- Детская сюита (1934)
- Соната № 1 (1949)
- Соната № 2 (1953)
- Сонатина (1955)
- Маленький триптих (1965, посвящение Регине Смендзянка)

#### Для других инструментов
- Соната для гобоя и фортепиано (1936, посвящение Северину Снечковскому)
- Лёгкие пьесы для кларнета и фортепиано (1948)
- Сонатина для гобоя и фортепиано (1955, посвящение Куну ван Слогтерену)
- Эскиз для органа (1966, посвящение Жану Гийю)

## Признание
Орден Возрождения Польши (1953, 1955) и другие награды.